# Komarr
Komarr (titre original : (en) Komarr) est un roman de science-fiction de l'écrivain américain Lois McMaster Bujold, paru en 1998. Il fait partie de la Saga Vorkosigan dont il constitue le quatorzième volet suivant l'ordre chronologique de l'univers de la Saga Vorkosigan.
Les éditions J'ai lu ont réédité l'ensemble des œuvres de la saga Vorkosigan en intégrale dans des traductions révisées. Le titre français du roman Komarr n'a pas changé à sa réédition en 2014.

## Résumé
Trois mois après sa nomination au poste d'Auditeur Impérial (voir Memory), sa charge le conduit sur la nouvelle possession de Barrayar, la colonie Komarr. En effet, le miroir solaire qui permettait la terraformation a été détruit, et Miles, aidé par son collègue l'Auditeur Vorthys doit enquêter sur l'accident. Cette enquête est très importante politiquement car ce miroir fait partie d'un projet de terraformation, c'est le projet le plus important de Komarr pour enfin rendre l'ensemble de la planète vivable.
Il s'avère qu'il s'agissait d'un complot pour détruire le seul trou de ver de Barrayar. Ce complot est anéanti grâce à l'aide de la nièce de Vorthys, Ekaterin, dont Miles tombe amoureux très vite.

## Commentaires
Le livre peut être lu seul, Lois McMaster Bujold s'efforce de rendre indépendants ses ouvrages. C'est même un relativement bon point de départ, pour ceux qui aiment la SF sans être attiré par tout ce qui touche au militaire, d'une part parce que c'est le premier volume des aventures de Miles dans sa nouvelle carrière civile, d'autre part parce qu'une partie du livre est racontée du point de vue d'Ekaterin, qui ignore tout de la vie précédente de Miles.
Néanmoins, des références sont faites, qui prennent un autre sens à la lumière des ouvrages antérieurs. Les indications données sont celles de l'édition française J'ai lu no 5590.
- p. 13 : Miles : "Il m'est arrivé de dormir six semaines à même le sol, au milieu de dix mille marilacans fort crasseux dont beaucoup ronflaient".
  - Cette allusion est expliquée plus tard dans le livre : elle fait référence aux évènements des frontières de l'infini. C'est également dans cet épisode que Miles fit la connaissance du sergent Béatrice, dont il contera l'histoire à Ekaterin.
- p. 77 : Parlant de Duv Galeni, Miles dit : "Nous l'avons gagné à la cause de l'Imperium en le soudoyant. Grâce aux jolies bottes vernies."
  - C'est une référence à une conversation tenue entre Miles et Duv alors que ceux-ci étaient prisonniers du père de Duv, Ser Galen, un résistant komarran farouche ennemi de Barrayar, dans Un clone encombrant.
- p. 88 : parlant de bijoux représentant des planètes miniatures, Miles dit : "Je sais où je pourrais en faire décortiquer un..."
  - Dans le roman précédent, Memory, Miles a fait appel à un biochimiste pour procéder à l'analyse moléculaire d'un artefact : celui-ci y trouva des micro-parasites destructeurs, un élément révélateur dans l'enquête dont Miles était chargé.
- p. 108-109 : lors d'une conversation avec Nikki, le fils d'Ekaterin Vorsoisson, Miles parle d'un cargo RG qu'il possédait autrefois : l'achat de ce cargo forme le point de départ de L'Apprentissage du guerrier. Et c'est dans Cordelia Vorkosigan qu'Aral Vorkosigan commandait un croiseur de classe "général".
- p. 319 : Miles regarde réfléchir la mathématicienne Riva : 
"Miles ne savait que trop bien qu'il ne fallait pas chercher à bousculer l'intuition. Résoudre ce genre de problème tenait plus de la pêche que de la chasse : il convenait d'attendre patiemment, et d'une certaine façon sans rien espérer, jusqu'à ce que les choses montent des profondeurs de l'esprit. 
 Il repensa à la dernière fois où il était allé à la pêche."
  - La dernière fois où Miles était allé à la pêche (dans Memory), après plusieurs heure d'attente infructueuse à pêcher à l'hameçon, il avait fini par bombarder les poissons en lançant une petite grenade fait main à l'eau, lui assurant rapidement de bonnes prises.

## Éditions
- Komarr, Baen Books, 1998
- Komarr, J'ai lu, Coll. « Science-Fiction », no 5590, 2000, traduction de Henri Letissier  (ISBN 2-277-24025-7)
- Komarr, J'ai lu, Coll. « Science-Fiction », no 5590, 2005, traduction de Henri Letissier  (ISBN 2-290-31131-6)
- Komarr, in recueil La Saga Vorkosigan : Intégrale - 5, J'ai lu, Coll. « Nouveaux Millénaires », 2014, traduction de Henri Letissier révisée par Sandy Julien  (ISBN 978-2290029336)